# Патријарх антиохијски Игњатије IV
Патријарх Игњатије IV (4. април 1920) је био патријарх Антиохијске православне цркве у периоду од 1979. до 2012. године.

## Биографија
Рођен је 4. априла 1920. у селу Мухарда близу града Хаме у Сирији. 1936. његова породица се преселила у Бејрут, где је он служио као чтец у олтару. Тамо се замонашио и, рукоположен је за јерођакона. 
Године 1945. је дипломирао на Америчком универзитету у Бејруту, а од 1949. до 1953. студирао је на Православном богословском институту Светог Сергија у Паризу. По повратку у Либан, рукоположен је у чин јеромонаха. 
Године 1942. био је један од оснивача утицајног Православног покрета омладине у Либану и Сирији, чији циљ је било све активније учествовање омладине у животу Цркве. Године 1953. он је један од организатора Синдезмоса, у свету познате организације православне омладине. 
1961. хиротонисан је за епископа Палмире и постављен за Патријарховог викара, а следеће године послан је у манастир Баламанд за духовника и ректора новоосноване Богословије, која је 1988. уздигнута у Православни универзитет, први такве врсте на Блиском истоку. 
1970. изабран је за митрополита Латакије.
За Патријарха антиохијског и свега Истока изабран је 2. јула 1979. године, а устоличен је 8. јула исте године.
Написао је више богословских књига и велики број студија. Изабран је зе почасног доктора наука Сорбоне, и духовних академија у Петрограду (1981) и у Минску (2003).
Почев од 1970. године био је један од председникâ Светског Савета Цркава, а као патријарх председавао је и Блискоисточним Саветом Цркава, где је посебно био активан у комисији за дијалог са муслиманима..
У Москви је 2003. године добио награду за рад на свеправославном јединству.
Умро је 5. децембра 2012. године.